# Medalla de la Guerra d'Abissínia
La Medalla de la Guerra d'Abissínia (anglès: Abyssinian War Medal) és una medalla de campanya britànica que va ser atorgada pel servei entre el 4 d'octubre de 1867 i el 19 d'abril de 1868 als qui van participar en l'expedició a Abissínia de 1868.

## Història
Aquesta expedició punitiva, dirigida pel tinent general Sir Robert Napier, va ser realitzada per les forces armades de l'imperi britànic contra l'imperi etíop L'emperador Tewodros II d'Etiòpia va empresonar diversos missioners i dos representants del govern britànic. L'expedició punitiva llançada pels britànics com a resposta requeria transportar una força militar considerable a centenars de quilòmetres a través d'un terreny muntanyós sense cap sistema de carreteres.
Es van atorgar unes 14.000 medalles, 12.000 als exèrcits britànic i indi i 1.981 a la Royal Navy. A més dels membres de la Brigada Naval que van acompanyar l'expedició, es van lliurar premis als tripulants dels vaixells de servei a la costa d'Etiòpia durant la campanya.

## Descripció
La medalla és de plata i fa 32 mm (1,25 polzades) de diàmetre. Va ser dissenyat per Joseph and i Alfred Wyon, i va ser encunyada a la Royal Mint. La medalla és única perquè el nom i la unitat del destinatari estaven gravats en relleu al revers . Aquesta característica requeria que els encunys del revers tinguessin un centre extraïble, de manera que es pogués imprimir el nom i la unitat de cada destinatari, amb cada medalla encunyada individualment. No obstant això, la majoria de medalles concedides a les tropes índies havien impressionat el nom.
L'anvers porta l'efígie orientada a l'esquerra d'una reina Victòria amb diadema. Al voltant de la vora hi ha una vora estilitzada amb sagnats, entre els sagnats hi ha les lletres ABYSSINIA . El bust és similar al de la medalla de Nova Zelanda, emesa el mateix any.
El revers té un espai central en blanc per al nom i la unitat del destinatari, envoltat per una corona de llorer.
La medalla està subjecta per una suspensió d'anell subjecta a una corona que supera la medalla. La medalla es porta sobre una cinta carmesí d'1,5 polzades (38 mm) d'ample, amb vores blanques.